# Государственный переворот в Коста-Рике (1917)

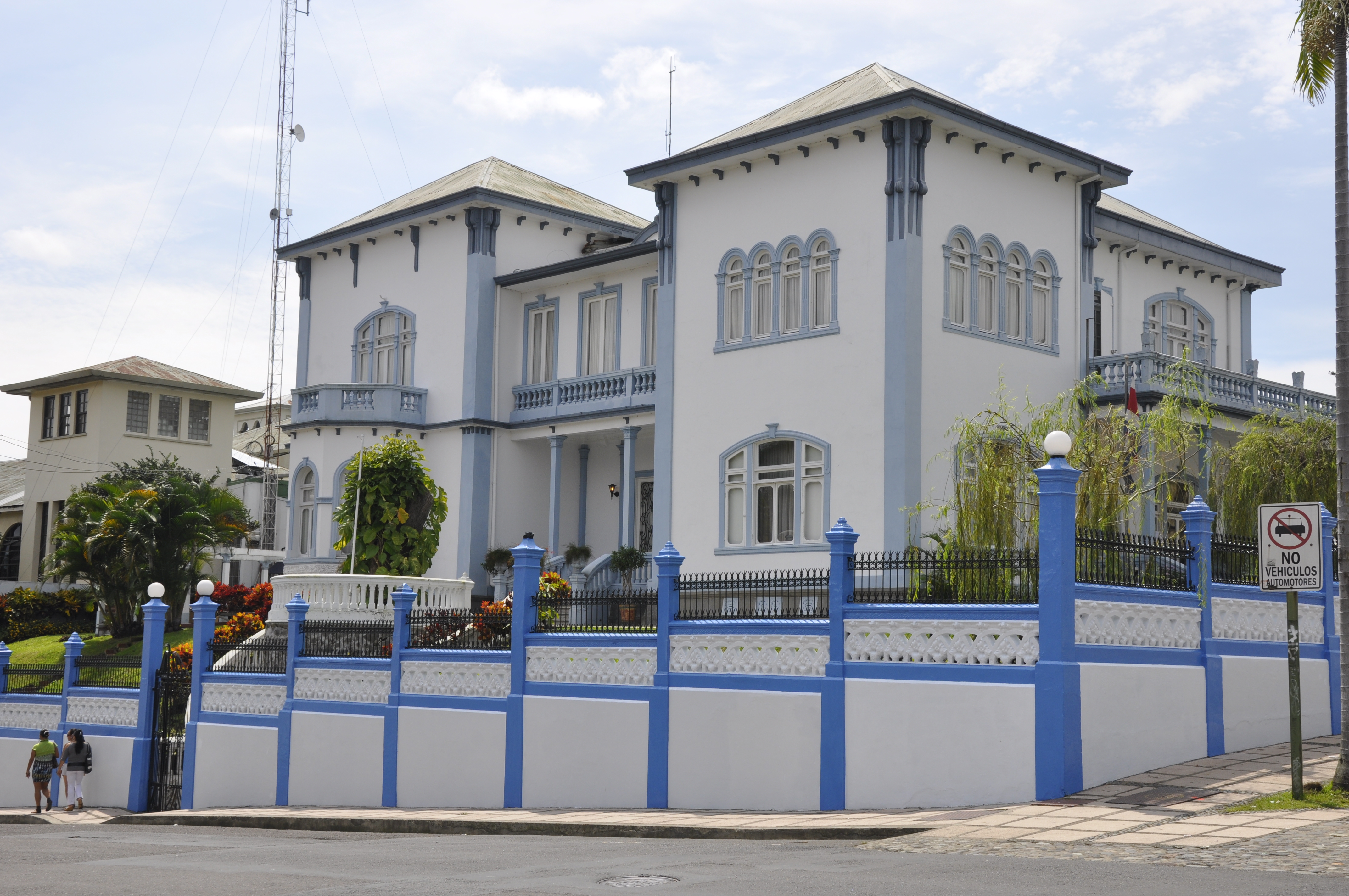
Голубой замок, в то время резиденция правительства Коста-Рики

Государственный переворот в Коста-Рике 27 января 1917 года представлял собой нарушение конституционного порядка в Республике Коста-Рика, в результате которого конституционный президент Альфредо Гонсалес Флорес был свергнут военным и военно-морским министром Федерико «Пелико» Тиноко и его братом, командующим армией Хосе Хоакином Тиноко. Переворот получил поддержку со стороны коста-риканской олигархии, преимущественно банкиров и производителей кофе, пострадавших от налоговой реформы Гонсалеса, в частности, от увеличения налогового бремени для крупного капитала. Гонсалес не пользовался народной поддержкой, поскольку был назначен Конгрессом, а не избран на открытых выборах.
Тиноко, помимо поддержки наиболее консервативной олигархии, пользовался поддержкой католической церкви, армии (которой командовал его брат), важных политических и интеллектуальных деятелей и широких слоёв населения, хотя последовавшая жестокость репрессий его режима постепенно подрывала его популярность. Правительство США при президенте Вудро Вильсоне не признало Тиноко в качестве президента, следуя своей политике неприятия переворотов в Центральной Америке в целях содействия стабильности в регионе.
1 апреля 1917 года в стране были организованы президентские выборы, на которых Тиноко был единственным кандидатом. Оппозиция могла лишь призвать не участвовать в них и призывать к выборам в Учредительное собрание, на которых победили почти исключительно кандидаты от партии Пеликиста, правящей партии Тиноко (название партии произошло от его прозвища Пелико).
Однако диктатура братьев Тиноко просуществовала всего два года. Его брат Хосе Хоакин был убит 10 августа 1919 года, к тому времени повстанческие силы с переменным успехом двигались по стране. Тиноко вместе со своими ближайшими родственниками покинул страну через два дня после смерти своего брата. На следующих выборах 1919 года убедительную победу одержал лидер антитинокской оппозиции Хулио Акоста Гарсия. Время с 1917 по 1919 год был единственным периодом диктатуры в истории Коста-Рики в XX веке, хотя после гражданской войны в Коста-Рике в 1948 году страной в течение 18 месяцев правила фактическая хунта.